# Claire Cashmore
Pour les articles homonymes, voir Cashmore.
Claire Cashmore, née le 21 mai 1988 à Redditch, est une nageuse handisport britannique, elle pratique également le paratriathlon concourant dans la catégorie PTS5.

## Biographie
Claire Cashmore fait ses débuts aux Jeux paralympiques en 2004 en natation remportant deux médailles de bronze. Elle remporte ensuite une médaille de bronze aux Jeux de 2008 et deux d'argent et une de bronze aux Jeux de Londres.
Après les Jeux de 2016, elle se tourne vers le paratriathlon et participe aux Jeux paralympiques d'été de 2020 en PTS5 où elle remporte la médaille de bronze. Quelques mois plus tard aux Mondiaux à Abou Dabi, elle monte sur la première marche du podium.

## Palmarès

### Triathlon
Le tableau présente les résultats les plus significatifs (podium) obtenus sur le circuit national et international de paratriathlon depuis 2017.
| Année | Paratriathlon                                         | Pays                | Position          | Temps           |
| ----- | ----------------------------------------------------- | ------------------- | ----------------- | --------------- |
| 2022  | Championnats du monde de paratriathlon PTS5           | Émirats arabes unis | Médaille d'argent | 1 h 7 min 21 s  |
| 2022  | Championnats d'Europe de paratriathlon PTS5           | Pologne             | Médaille d'or     | 54 min 16 s     |
| 2022  | Championnats de Grande-Bretagne de paratriathlon PTS5 | Royaume-Uni         | Médaille d'or     | 1 h 2 min 4 s   |
| 2021  | Championnats du monde de paratriathlon PTS5           | Émirats arabes unis | Médaille d'or     | 1 h 5 min 1 s   |
| 2021  | Championnats d'Europe de paratriathlon PTS5           | Espagne             | Médaille d'or     | 1 h 5 min 52 s  |
| 2021  | Coupe du monde - l'étape de Besançon PTS5             | France              | Médaille d'or     | 1 h 11 min 56 s |
| 2021  | Championnats de Grande-Bretagne de paratriathlon PTS5 | Royaume-Uni         | Médaille d'or     | 1 h 0 min 0 s   |
| 2019  | Championnats du monde de paratriathlon PTS5           | Suisse              | Médaille d'or     | 1 h 12 min 42 s |
| 2019  | Championnats de Grande-Bretagne de paratriathlon PTS5 | Royaume-Uni         | Médaille d'or     | 1 h 4 min 46 s  |
| 2018  | Championnats de Grande-Bretagne de paratriathlon PTS5 | Royaume-Uni         | Médaille d'or     | 1 h 6 min 39 s  |
| 2017  | Coupe du monde - l'étape d'Altafulla PTS5             | Espagne             | Médaille d'or     | 1 h 11 min 7 s  |
| 2017  | Championnats de Grande-Bretagne de paratriathlon PTS5 | Royaume-Uni         | Médaille d'or     | 1 h 16 min 9 s  |

## Distinctions
- 2017 :  Ordre de l'Empire britannique à titre civil[6]